# Honey Pie
Pistes de The Beatles
Revolution 1 Savoy Truffle
Honey Pie est une chanson des Beatles signée Lennon/McCartney, écrite par Paul McCartney, et parue sur l’« Album blanc ». 
Dans cette chanson, McCartney retrouve un style de musique proche de celui du début du XXe siècle, qu'il avait déjà visité avec les titres Till There Was You sur With the Beatles, When I'm Sixty-Four  sur Sgt. Pepper's Lonely Hearts Club Band et Your Mother Should Know sur Magical Mystery Tour.
En 1994, le groupe Wise Guys en fait une reprise a cappella pour leur premier album Dut-Dut-Duah! (de).

## Fiche technique

### Personnel
- Paul McCartney – chant, piano, arrangements des clarinettes et saxophones
- John Lennon – guitare rythmique, guitare solo
- George Harrison – guitare basse à six cordes
- Ringo Starr – batterie

Musiciens additionels
- George Martin – arrangements des saxophones et clarinettes
- Harry Klein, Dennis Walton, Ronald Chamberlain, Jim Chester, Rex Morris – saxophones
- Raymond Newman, David Smith – clarinettes